# أوغست فيكرت
أوغست فيكرت (بالألمانية: Auguste Fickert) (من مواليد 25 أيار 1855 فيينا - الوفاة في 9 حزيران 1910 ماريا إنسيدورف، النمسا) النمساوية، ناشطة نسوية رائدة ومصلحة اجتماعية. كانت سياساتها تندرج ضمن الجناح اليساري للحركة النسائية النمساوية، وقد تعاونت مع المنظمات البروليتارية للقيام بحملات عن التعليم والحماية القانونية للنساء من الطبقة العاملة.

## حياتها
كانت أوغست ابنة فيلهلم فيكرت ولويز بالإضافة إلى ثلاثة أخوة هم ماريان وإميل وويلي، وقد عمل والدها كاتباً في محكمة فيينا، التحقت بمدرسة دير انغليشر فراولين في عام 1869، ثم انتقلت إلى كلية لوريرينين- بيلدونجسانستالت سانت آنّا  لتدريب المعلمين، وقد تخرجت من الكلية بمرتبة الشرف في عام 1876.
بدأت عملها كمعلمةٍ في مدرسة للبنات في شوليجاس فيينا. وبقيت تمارس هذه المهنة حتى التقاعد. هجرت الكنيسة الكاثوليكية في عام 1893، وبدأت بالانتقاد العلني للأساس الديني للتعليم في المدراس النمساوية في ذلك الوقت. ونتيجة لمواقفها تلك تعرضت للكثير من الهجوم اللاذع طيلة حياتها من قبل الحزب الاجتماعي المسيحي (المعادي للسامية).
كان أول عمل سياسي عام لها هو تنظيم عريضة ضد حرمان الناخبات من التصويت في الانتخابات الحكومية في النمسا السفلى والتي أعقبت إعادة هيكلة سياسية للمنطقة في عام 1889. جمعت أكثر من ألف توقيع من نساء محتجات على فقدهن حق التصويت الممنوح لهن في عام 1862، بالرغم من ذلك فقد باءت محاولتها بالفشل. ما جعلها تبدأ عملها بإقامة حملات لأجل المطالبة بحق الاقتراع للنساء في النمسا. كانت فاعلةً أيضاً في الحملات التي تهدف لتنظيم النساء اللاتي يعملن في الخدمات العامة ضمن نقابات، بالإضافة إلى تحسين معاملة العاملات في مجال الدعارة.
شاركت أوغست فيكرت في تأسيس الجمعية العامة للمرأة النمساوية في عام 1893. قامت هذه المنظمة بحملة لتحسين حياة المرأة العاملة. وقد كانت أكثر المنظمات النسوية تطرفاً في النمسا في ذلك الحين. كانت أوغست رئيسة التحرير لمنشورات (وثائق النساء) و(حياة المرأة الجديدة). وقد أصبحت مديرة المنظمة في عام 1897. عملت عن كثب مع صديقتها ماري لانغ لكن خلافاً وجدلًا عاماً جعلوها تتخلى عن دورها في هذه المنشورات للانغ.  ساهمت طبيعة فيكرت المتعنتة بفشلها في العمل مع النساء الأخريات. لكنها بقيت شخصيةً ملهمة للحركة النسائية في النمسا. أسست فيكرت في عام 1902 مجلة أسمتها حياة المرأة الجديدة وكانت مؤرخة الأدب ليوبولدين كولكا ورئيسة تحريرها، وقد كانت أول امرأة تعمل محاضرةً في جامعة فيينا.
كانت إيدا بومان الصديقة المقربة لأوغست خلال حياتها كراشدة، والتي بدورها كانت معلمةً أيضاً، شاركت بومان صديقتها خطواتها الأولى في العمل السياسي وبقيت بقربها طيلة حياتها. لكن تجنبت بومان الأضواء فلم تحقق ما حققته فيكرت من شهرة واسعة. شاركت فيكرت في سنوات حياتها الأخيرة في (منازل بمطبخ واحد) وهي جمعية تعاونية سكنية للنساء المهنيات.
عانت فيكرت التي تبلغ الخامسة والخمسين من ألم داخلي في عام 1910 عُزي إلى فشل عضوي، وتوفيت بعدها في التاسع من شهر حزيران في مصحة في ماريا إنسيدورف في النمسا السفلى. وقد دفنت في مقبرة نايشتيفت ام فايدا في فيينا.

## التكريم
أنشأ النحات فرانز سيفرت نصبًا تذكاريًا لأوغست فيكرت في عام 1929. يقع هذا النصب الآن في توركنشانزبارك في فيرينغ فيينا، وقد نُقش عليه «ممتلئةً بالشجاعة والطاقة ضحت بحياتها لأجل المثل العليا».
وقد أطلق على أحد شوارع فيينا اسم فيكرتغاس تيمناً بها في عام 1926.